# Počep
Počep (rusky Почеп) je město v Brjanské oblasti v Ruské federaci. Při sčítání lidu v roce 2010 měl přes sedmnáct tisíc obyvatel.

## Poloha
Počep leží na řece Sudosti, přítoku Desny v povodí Dněpru. Od Brjansku, správního střediska oblasti, je vzdálen přibližně osmdesát kilometrů na jihozápad.

## Dějiny
První zmínka o Počepu je z roku 1447, v roce 1503 už je zmiňován jako město, ovšem v novodobých dějinách se stává městem až v roce 1919.
Během druhé světové války byl Počep 22. srpna 1941 obsazen německou armádou a 21. září 1943 jej dobyly zpět jednotky Brjanského frontu Rudé armády.

### Rodáci
- Uri Nison Gněsin (1879–1913) – hebrejský obrozenec, spisovatel
- Josef Chajim Brenner (1881–1921) – hebrejský obrozenec, spisovatel, překladatel
- Matvej Isaakovič Blantěr (1903–1990) – skladatel